# Palpita lautopennis
Palpita lautopennis là một loài bướm đêm trong họ Crambidae.